# Ladislav Paška
Ladislav Paška, známý též jako Laco Paška (27. června 1923, Ružomberok, Československo – 18. prosince 2007, Liptovský Mikuláš, Slovensko), byl slovenský novinář a spisovatel.

## Život
Ladislav Paška studoval na střední škole v Ružomberku a v Banské Bystrici. V letech 1950–1953 pokračoval ve studiu, tentokrát žurnalistiky v Praze, v letech 1958–1962 v Bratislavě a v Žilině. V období let 1961–1963 absolvoval Průmyslovou školu stavební v Banské Bystrici. Po dostudování působil jako redaktor na různých místech Slovenska; v letech 1963–1964 pracoval jako technik a stavbyvedoucí v podniku Stredoslovenské stavby v Banské Bystrici. V letech 1972–1989 musel z politických důvodů pracovat opět jako dělník, později úředník. Od roku 1990 byl ředitelem Domu Matice slovenské v Liptovském Mikuláši. Jako publicista debutoval knihami reportáží ze života slovenských vojáků v Itálii. Vedle publicistiky se od roku 1942 věnoval i umělecké literatuře, časopisecky uveřejňoval krátké prózy a surrealistické básně. Po nucené odmlce se k publicistické tvorbě vrátil až během roku 1968 a po další přestávce jen po listopadu 1989, což dokumentují soubory esejí o významných osobnostech Liptova. Jeho publicistické dílo uzavírá vlastivědná práce o Liptovském Mikuláši a profilový výběr z publicistiky.

## Dílo
- Strach z úsvitu (1946)
- Ako to bolo v Itálii (1946)
- Aby národ žil (1948)
- Kronika Liptovského Mikuláša (1948)
- Dnešným ľuďom (1949)
- Mladými očami (1960)
- Modré dni (1969)
- Podopretý vetrom (1996)
- Pozdrav svojmu mestu (1969)
- Takí boli (1998)
- Poznaj svoje mesto (1998)
- Fragmenty desaťročí (1998)